# Palantine
Palantine is een gemeente in het Franse departement Doubs (regio Bourgogne-Franche-Comté) en telt 43 inwoners (2009). De plaats maakt deel uit van het arrondissement Besançon.

## Geografie
De oppervlakte van Palantine bedraagt 4,4 km², de bevolkingsdichtheid is dus 9,8 inwoners per km².
De onderstaande kaart toont de ligging van Palantine met de belangrijkste infrastructuur en aangrenzende gemeenten.

## Demografie
Onderstaande figuur toont het verloop van het inwonertal (bron: INSEE-tellingen).